# Pales
|  | Per a altres significats, vegeu «Pales (desambiguació)». |

Pales és la deessa romana patrona dels pastors i els ramats. Tan aviat és de gènere masculí com una deessa. Presideix la salut i fertilitat dels animals domèstics.
En el seu honor se celebrava el 21 d'abril la festa de les Parilia, on els pastors encenien grans fogueres de palla i rostolls i hi saltaven pel damunt. El dia de les Parilies era considerat el dia de la fundació de Roma per part de Ròmul.
El seu nom està relacionat amb la paraula grecollatina phallus, que significa fal, i també amb el Palatí, però aquesta última relació sense cap raó convincent.
El 267 aC. Marc Atili Règul, durant el seu consolat, va consagrar un temple a Pales, deessa dels pastors, per a propiciar una victòria sobre els sal·lentins.